# MEG T 12 und T 13
Die Verbrennungstriebwagen MEG T 12 und T 13 der Mittelbadischen Eisenbahn-Gesellschaft (MEG) waren dieselmechanische Triebwagen mit der Achsfolge B’B’.
Der T 12 mit der Fabriknummer 21110 kam nach Einstellung des Personenverkehrs 1970 zu der Inselbahn Juist. Hier war er bis 1982 unter der Nummer 21 in zweiter Besetzung mit ausgebauter Antriebsanlage als Beiwagen im Einsatz und wurde dann ausgemustert. Der T 13 war noch bis 1973 als Schlepptriebwagen im Einsatz und befindet sich heute (2021) im Eigentum der Interessengemeinschaft Historischer Schienenverkehr e. V. (IHS).

## Geschichte
Um den größer werdenden Verkehr der Mittelbadischen Eisenbahn-Gesellschaft zu bewältigen, reichten die vorher beschafften MEG T 1 bis T 8 aus der Gothaer Waggonfabrik nicht mehr aus. Da sich der größere T 11 nicht als hinreichend zuverlässig erwies, beschaffte die Gesellschaft 1938 und 1941 zwei vierachsige Triebwagen bei der Waggonfabrik Wismar. Die Triebwagen waren größer und stärker als die Gothaer Triebwagen und hatten im Unterschied zu dem T 11 eine Einmaschinenanlage.
Die Triebwagen bewährten sich, mit ihnen konnten nun Personenzüge mit bis zu drei vierachsigen Beiwagen gefahren werden. Im Güterverkehr waren sie auch einsetzbar, unter anderem beförderten sie auf Rollwagen aufgebockte Normalspur-Güterwagen. Der T 13 wurde nach 1945 von der Compagnie des transports strasbourgeois (CTS) auf der Strecke Boofzheim–Marckolsheim eingesetzt, er wurde 1950 von der MEG zurückgekauft. Er erhielt bei der CTS einen neuen Renault-Motor, 1953 dann wieder einen MAN-Motor.
Die Fahrzeuge waren auf den Schmalspurbahnen der MEG bis 1970 eingesetzt. Der T 12 kam nach teilweiser Einstellung zur Inselbahn Juist. Hier wurde die Antriebsanlage ausgebaut und der Wagen als Beiwagen bis Ende 1982 eingesetzt. Der Verbleib ist unbekannt.
Der T 13 wurde auf dem verbliebenen Reststück der MEG als Schlepptriebwagen eingesetzt. Nach Aufgabe des Meterspurbetriebes 1973 kam er zur IHS, die ihn zunächst zur Brohltalbahn überführte, bevor er 1975 zur Selfkantbahn kam. Dort wurde er ab 1976 eingesetzt, wo er 1977 einen Motorschaden erlitt. Nach Einbau eines Ersatzmotors, des auf Juist nicht mehr benötigten Motors des T 12, 1996 wurde er gründlich aufgearbeitet und ist seit 2003 wieder im Einsatz.

## Konstruktive Merkmale

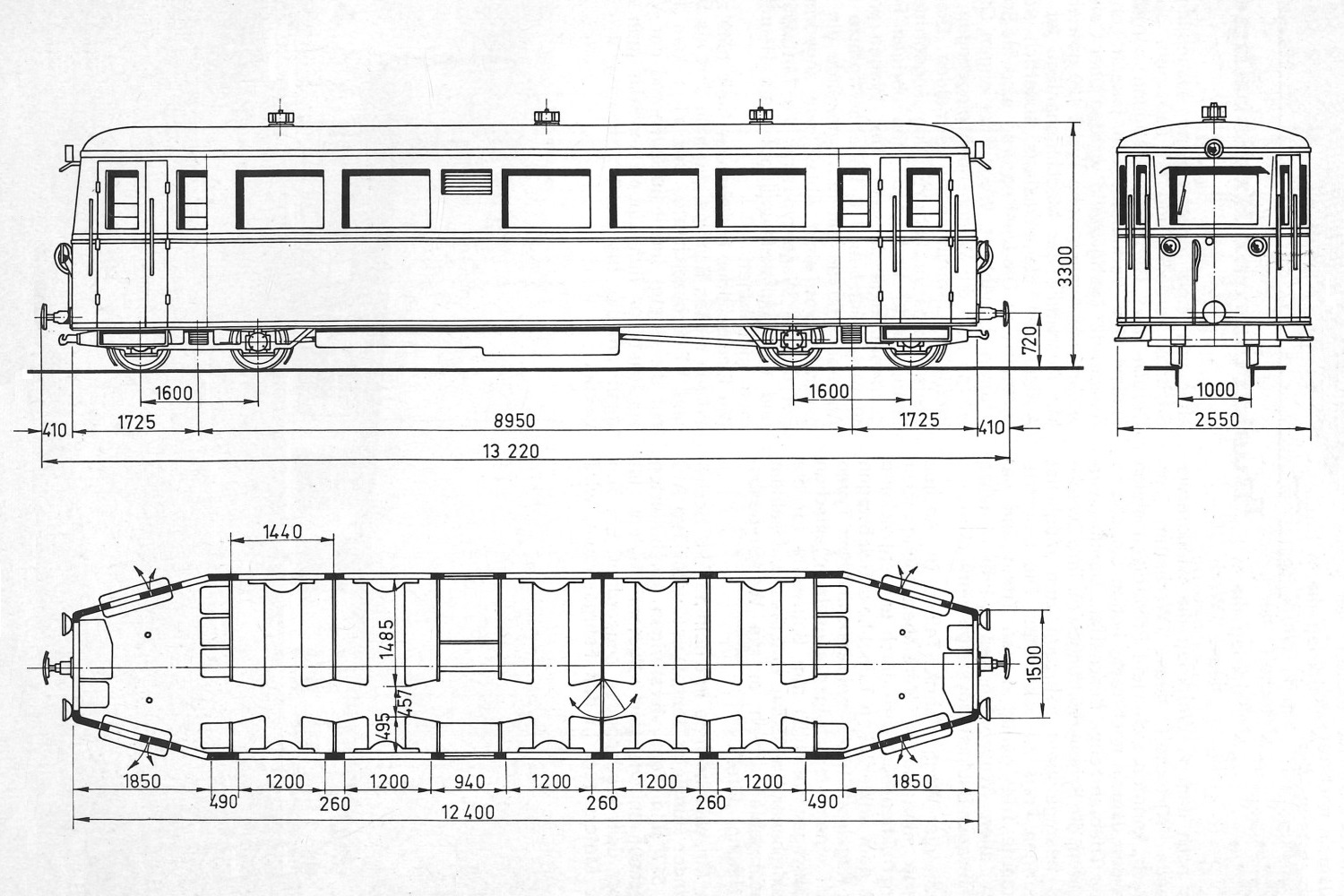
Maßskizze des T 12 und T 13

Die Fahrzeuge entsprachen den Grundsätzen des Leichtbaues der damaligen Zeit. Der aus Profilen und Blechen geschweißte Wagenkasten hatte eingezogene Stirnenden. In diesem Bereich waren  die zweiflügeligen nach außen aufschlagenden Einstiegstüren, die die lichte Weite für den Einstiegsbereich zusätzlich vergrößern konnten. Im Einstiegsbereich waren das Gepäckabteil und fünf Klappsitze pro Abteil. Das Untergestell war aus Längs- und Querprofilen hergestellt. Die Konstruktionsform bot den Waggonfabriken die Möglichkeit, Varianten der Fahrzeuge auf Kundenwunsch zu fertigen. Zwischen den Einstiegsbereichen lag das Fahrgastabteil mit 41 Sitzplätzen in zwei Abteilen für Raucher und Nichtraucher. Zwischen beiden Abteilen war eine Trennwand, der Einstiegsbereich war vom Fahrgastabteil nicht abgeteilt. Wegen der kurzen Strecken auf der MEG wurde auf eine Toilette verzichtet.
Die Maschinenanlage, bestehend aus dem MAN-Motor WV 15/18 und dem Mylius-Getriebe, war unterflur angeordnet und trieb über Gelenkwellen die jeweils innere Achse des Triebwagens an. Der Motor ragte in den Fahrgastraum bis etwa Sitzhöhe hinein. In diesem Bereich wurde zwischen den Rücklehnen der Sitze etwas Raum gelassen, um die Warmwasserheizung zu installieren. Zur Ausstattung der Wagen gehörten weiterhin elektrische Beleuchtung, Warnpfeife, Läutewerk, indirekte Bremse sowie die bei der MEG verwendete Zug- und Stoßeinrichtung mit Mittelpuffer und Unterzughaken, sowie seitlich neben den Puffern die Notkupplung. Bei diesen Wagen wurden die Puffer am Hauptrahmen des Fahrzeuges befestigt, die weiteren Zughaken hingegen am Drehgestellrahmen. Die Drehgestelle waren weit bis an die Enden gerückt und gaben den Fahrzeugen ein gedrungenes Aussehen.